# 韩国网络外交使节团
网络外交使节团（韓語：사이버 외교사절단），中文名又叫韩国之友，简称VANK（韓語：반크），是一家接受南韩政府支持的韩国互联网民族主义组织。1999年由朴起台因不满外国人扭曲韩国形象而发起成立，最初成员300人。VANK现有13万名志愿成员，其中包括5000位海外成员。
他们的一项主要意见是批评包括美国中情局在内的各大网站不使用独岛的名称而使用利扬库尔岩。2005年，VANK迫使Google Earth使用韩国名字东海而取代日本海的行动引发了日本社会的广泛报道与反弹。VANK迫使一些组织机构使用韩方名称而非其它国家名称的努力尽管成功，但并未为他们赢得尊敬，甚至是认同；一位About.com的发言人就网站改用韩国名称的决定发表评论说，他们做出这一决定并非是由于认同，而是VANK的电邮炸弹实在不堪其扰。
VANK介入长白山的边界之争和高句丽争议。並且，VANK主張“最早的金属活字印刷術起源于朝鲜”。
2021年9月，韓聯社報道稱由於中國「持續歪曲韓國歷史、領土、文化」，因此VANK新設名為「Nonsense China」的網站，鼓勵韓國民眾出力「糾正錯誤信息」。